# Grand Prix moto de Rio de Janeiro 2003
Le  Grand Prix moto de Rio de Janeiro 2003 est la douzième manche du championnat du monde de vitesse moto 2003. La compétition s'est déroulée du 18 au 20 septembre 2003 sur l'Autódromo Internacional Nelson Piquet connu sous le nom de Jacarepaguá.
C'est la huitième édition du Grand Prix moto de Rio de Janeiro.

## Classement MotoGP
| Pos. | Pilote            | Constructeur | Temps/Écart     | Grille | Points |
| ---- | ----------------- | ------------ | --------------- | ------ | ------ |
| 1    | Valentino Rossi   | Honda        | 44 min 36 s 633 | 1      | 25     |
| 2    | Sete Gibernau     | Honda        | +3 s 109        | 3      | 20     |
| 3    | Makoto Tamada     | Honda        | +7 s 298        | 9      | 16     |
| 4    | Max Biaggi        | Honda        | +9 s 235        | 4      | 13     |
| 5    | Nicky Hayden      | Honda        | +11 s 165       | 7      | 11     |
| 6    | Loris Capirossi   | Ducati       | +14 s 826       | 2      | 10     |
| 7    | Tohru Ukawa       | Honda        | +17 s 361       | 8      | 9      |
| 8    | Shinya Nakano     | Yamaha       | +21 s 239       | 6      | 8      |
| 9    | Carlos Checa      | Yamaha       | +21 s 522       | 10     | 7      |
| 10   | Troy Bayliss      | Ducati       | +22 s 971       | 5      | 6      |
| 11   | Marco Melandri    | Yamaha       | +32 s 910       | 15     | 5      |
| 12   | Alex Barros       | Yamaha       | +40 s 136       | 11     | 4      |
| 13   | Colin Edwards     | Aprilia      | +54 s 099       | 12     | 3      |
| 14   | Noriyuki Haga     | Aprilia      | +57 s 234       | 18     | 2      |
| 15   | Ryuichi Kiyonari  | Honda        | +57 s 678       | 14     | 1      |
| 16   | Jeremy McWilliams | Proton       | +1 min 06 s 069 | 19     |        |
| 17   | Kenny Roberts Jr  | Suzuki       | +1 min 09 s 444 | 17     |        |
| 18   | Andrew Pitt       | Kawasaki     | +1 min 22 s 463 | 20     |        |
| 19   | David de Gea      | Sabre V4     | +1 tour         | 22     |        |
| Abd. | Garry McCoy       | Kawasaki     | Abandon         | 13     |        |
| Abd. | Nobuatsu Aoki     | Proton       | Abandon         | 16     |        |
| Abd. | Chris Burns       | Roc Yamaha   | Abandon         | 23     |        |
| Abd. | Olivier Jacque    | Yamaha       | Abandon         | 21     |        |

## Classement 250 cm3
| Pos  | Pilote           | Constructeur | Temps/Écart     | Grille | Points |
| ---- | ---------------- | ------------ | --------------- | ------ | ------ |
| 1    | Manuel Poggiali  | Aprilia      | 42 min 09 s 055 | 2      | 25     |
| 2    | Roberto Rolfo    | Honda        | +12 s 901       | 6      | 20     |
| 3    | Randy de Puniet  | Aprilia      | +12 s 965       | 3      | 16     |
| 4    | Sylvain Guintoli | Aprilia      | +25 s 317       | 5      | 13     |
| 5    | Naoki Matsudo    | Yamaha       | +47 s 468       | 9      | 11     |
| 6    | Héctor Faubel    | Aprilia      | +55 s 694       | 10     | 10     |
| 7    | Joan Olive       | Aprilia      | +58 s 264       | 14     | 9      |
| 8    | Anthony West     | Aprilia      | +58 s 339       | 16     | 8      |
| 9    | Chaz Davies      | Aprilia      | +1 min 00 s 193 | 15     | 7      |
| 10   | Éric Bataille    | Honda        | +1 min 02 s 606 | 23     | 6      |
| 11   | Alex Debón       | Honda        | +1 min 03 s 500 | 13     | 5      |
| 12   | Erwan Nigon      | Aprilia      | +1 min 09 s 904 | 11     | 4      |
| 13   | Johann Stigefelt | Aprilia      | +1 min 14 s 199 | 17     | 3      |
| 14   | Dirk Heidolf     | Aprilia      | +1 min 14 s 370 | 19     | 2      |
| 15   | Jaroslav Huleš   | Yamaha       | +1 min 16 s 913 | 22     | 1      |
| 16   | Christian Gemmel | Honda        | +1 min 17 s 037 | 21     |        |
| 17   | Lukáš Pešek      | Yamaha       | +1 min 19 s 838 | 20     |        |
| 18   | Toni Elías       | Aprilia      | +1 min 27 s 198 | 1      |        |
| 19   | Henk vd Lagemaat | Honda        | +1 tour         | 25     |        |
| Abd. | Alex Baldolini   | Aprilia      | Abandon         | 18     |        |
| Abd. | Hugo Marchand    | Aprilia      | Abandon         | 12     |        |
| Abd. | Fonsi Nieto      | Aprilia      | Abandon         | 8      |        |
| Abd. | Sebastian Porto  | Honda        | Abandon         | 4      |        |
| Abd. | Franco Battaini  | Aprilia      | Abandon         | 7      |        |

## Classement 125 cm3
| Pos  | Pilote            | Constructeur | Temps/Écart     | Grille | Points |
| ---- | ----------------- | ------------ | --------------- | ------ | ------ |
| 1    | Jorge Lorenzo     | Derbi        | 41 min 51 s 624 | 5      | 25     |
| 2    | Casey Stoner      | Aprilia      | +0 s 232        | 9      | 20     |
| 3    | Alex De Angelis   | Aprilia      | +0 s 372        | 2      | 16     |
| 4    | Daniel Pedrosa    | Honda        | +0 s 589        | 1      | 13     |
| 5    | Pablo Nieto       | Aprilia      | +0 s 771        | 14     | 11     |
| 6    | Andrea Dovizioso  | Honda        | +0 s 899        | 3      | 10     |
| 7    | Stefano Perugini  | Aprilia      | +1 s 240        | 6      | 9      |
| 8    | Gabor Talmacsi    | Aprilia      | +3 s 835        | 4      | 8      |
| 9    | Héctor Barberá    | Aprilia      | +4 s 117        | 7      | 7      |
| 10   | Steve Jenkner     | Aprilia      | +15 s 268       | 8      | 6      |
| 11   | Marco Simoncelli  | Aprilia      | +19 s 087       | 15     | 5      |
| 12   | Gino Borsoi       | Aprilia      | +19 s 445       | 11     | 4      |
| 13   | Arnaud Vincent    | Aprilia      | +19 s 584       | 10     | 3      |
| 14   | Mirko Giansanti   | Aprilia      | +19 s 673       | 21     | 2      |
| 15   | Thomas Lüthi      | Honda        | +20 s 466       | 12     | 1      |
| 16   | Álvaro Bautista   | Aprilia      | +27 s 902       | 18     |        |
| 17   | Roberto Locatelli | KTM          | +27 s 992       | 20     |        |
| 18   | Lucio Cecchinello | Aprilia      | +32 s 727       | 13     |        |
| 19   | Mika Kallio       | KTM          | +36 s 138       | 22     |        |
| 20   | Stefano Bianco    | Gilera       | +40 s 544       | 24     |        |
| 21   | Youichi Ui        | Aprilia      | +41 s 700       | 30     |        |
| 22   | Simone Corsi      | Honda        | +49 s 980       | 17     |        |
| 23   | Robbin Harms      | Aprilia      | +50 s 136       | 33     |        |
| 24   | Fabrizio Lai      | Malaguti     | +50 s 179       | 19     |        |
| 25   | Julián Simón      | Malaguti     | +55 s 624       | 23     |        |
| 26   | Gioele Pellino    | Aprilia      | +1 min 00 s 747 | 28     |        |
| 27   | Michele Danese    | Honda        | +1 min 52 s 184 | 31     |        |
| Abd. | Andrea Ballerini  | Gilera       | Abandon         | 26     |        |
| Abd. | Mike Di Meglio    | Honda        | Abandon         | 27     |        |
| Abd. | Masao Azuma       | Honda        | Abandon         | 16     |        |
| Abd. | Emilio Alzamora   | Derbi        | Abandon         | 29     |        |
| Abd. | Max Sabbatani     | Aprilia      | Abandon         | 32     |        |
| Abd. | Imre Tóth         | Honda        | Abandon         | 25     |        |